# Ethan Philion
Ethan Philion (* um 1990) ist ein US-amerikanischer Jazzmusiker (Kontrabass, Arrangement).

## Leben und Wirken
Philion studierte von 2010 bis 2014 zunächst am Oberlin College bei Peter Dominguez, Gerald Cannon, Jay Ashby und Scott Dixon, um anschließend mehrere Jahre als Bassist in Washington DC und Baltimore zu arbeiten. 2015 erhielt Philion die Luminarts Jazz Fellowship und wurde in das Förderprogramm „Betty Carter’s Jazz Ahead Residency“ am Kennedy Center aufgenommen. Dort hatte er Gelegenheit mit Künstlern wie Jason Moran, Eric Revis, Eric Harland, Cyrus Chestnut, Carmen Lundy, Andre Hayward und JD Allen zu arbeiten.
Sein Studium setzte er schließlich an der DePaul University in Chicago fort, an der er 2019 den Master of Arts absolvierte. Dort hatte er Unterricht bei Dana Hall, Dennis Carroll, Mike Allemana, Chad McCullough und Scott Burns. Daneben trat er in Chicago in Clubs und Veranstaltungsorten der Stadt wie The Green Mill, Andy’s, The Jazz Showcase, Room 43, The California Clipper, Hungry Brain und Elastic Arts auf.
Im Laufe seiner bisherigen Karriere arbeitete Philion u. a. mit Rufus Reid, Greg Ward, Dana Hall, Howard Levy, Gary Bartz, Alfonso Ponticelli, Ernest Dawkins, Geof Bradfield, Brian Settles, Tim Green, Alyssa Allgood und Paul Marinaro. Philion leitet ein Trio mit Greg Ward und Dana Hall, ein Quartett und ein zehnköpfiges Ensemble, das der Musik von Charles Mingus gewidmet ist und mit dem  er 2022 sein Debütalbum „Meditations on Mingus“ bei Sunnyside Records vorlegte. Das Album enthalte starke, frische Arrangements einiger Kompositionen von Mingus, urteilte Matt Micucci in Jazziz. Weitere Aufnahmen entstanden mit Shacara Rogers (16 Moments, 2018) und Max Bessesen (Trouble, 2020). 2022 gehörte er einem Ensemble an, in dem Josh Berman, Jason Roebke, Jon Irabagon und Tim Daisy spielen.
2019 war Philion Sieger des Jazz-Wettbewerbs der International Society of Bassists Jazz Competition.

## Diskographische Hinweise
- Meditations on Mingus (Sunnyside, 2022) mit Russ Johnson, Victor Garcia, Norman Palm, Brendan Whalen, Rajiv Halim, Geof Bradfield, Max Bessesen, Alexis Lombre, Dana Hall